# Vozli in vezave
Vozli se uporabljajo za različne namene, od zavezovanja dveh vrvi skupaj do delanja zank in razširitve vrvi, vezave pa za povezovanje dveh vrvi ali za vezavo vrvi na druge materiale.

Vozli in vezave se uporabljajo predvsem v navtiki, med plezalci, uporabljajo jih tudi taborniki in skavti, pa tudi v drugih tehnikah, povezanih z vozljanjem, npr. makrame, kvačkanje in pletenje.

## Skupine vozlov

### Povezovalni vozli‎
- Ambulantni vozel

### Mornarski vozli
- Pašnjak ali nezategljiva zanka se uporablja na koncu vrvi za privez jadrnice k bitvi ali na drugo jadrnico.
- Vrzni vozel je enostaven vozel, ki služi npr. pri obešanju bokobranov na bok jadrnice.
- Osmica služi kot razširitev vrvi na koncu, da vrv ne pobegne čez ozki del.